# Acered (ort)
Acered är en ort i Spanien.   Den ligger i provinsen Provincia de Zaragoza och regionen Aragonien, i den centrala delen av landet, 190 km öster om huvudstaden Madrid. Acered ligger 1 024 meter över havet och antalet invånare är 228.
Terrängen runt Acered är platt åt sydväst, men åt nordost är den kuperad. Runt Acered är det mycket glesbefolkat, med 4 invånare per kvadratkilometer. Närmaste större samhälle är Daroca, 18,9 km nordost om Acered. Trakten runt Acered består till största delen av jordbruksmark.